# Mindre taggbening
Mindre taggbening (Sehirus luctuosus) är en insektsart som beskrevs av Étienne Mulsant och Claudius Rey 1866. Mindre taggbening ingår i släktet Sehirus, och familjen tornbenskinnbaggar. Arten är reproducerande i Sverige.